# Alex Behning

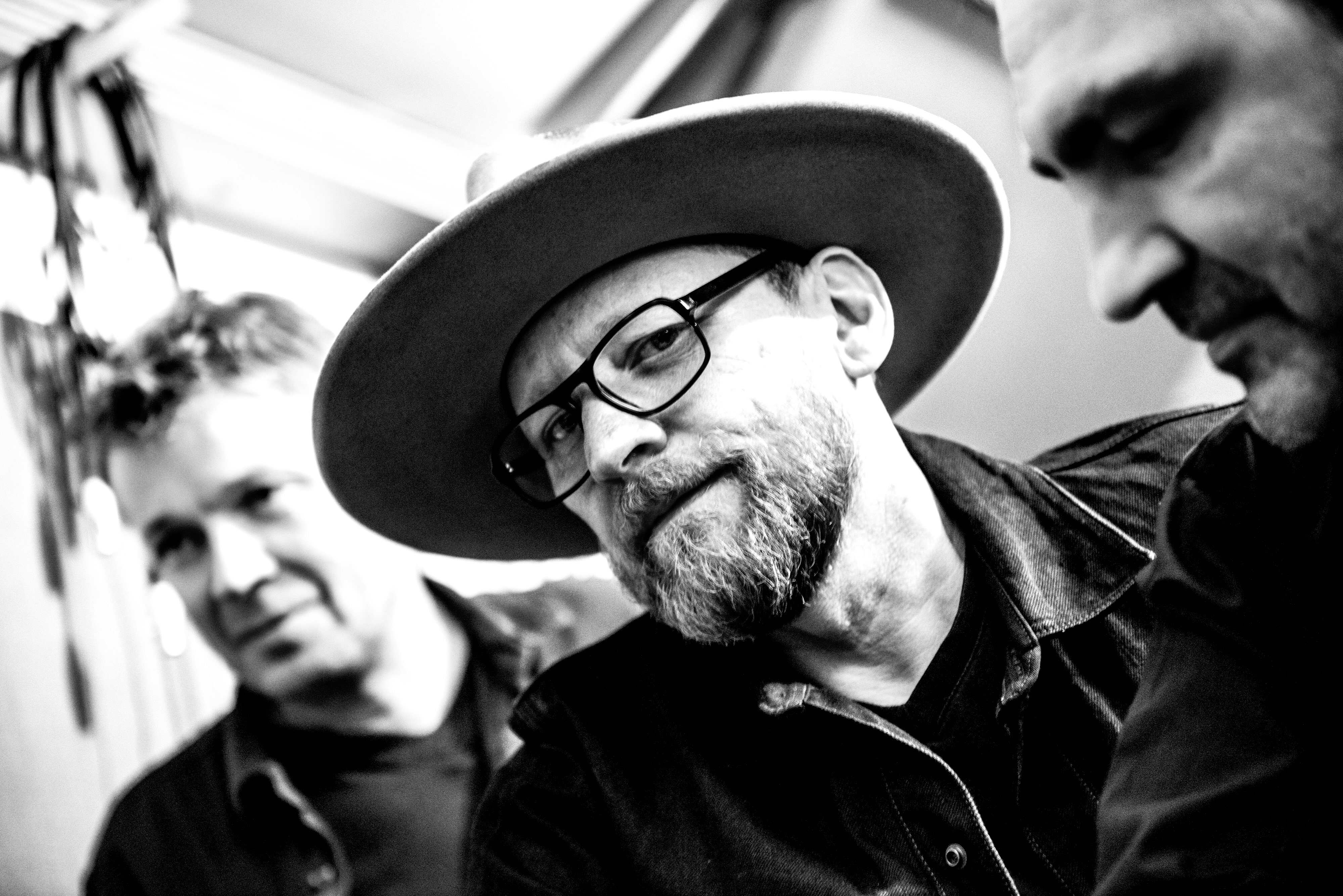
Alex Behning, 2019

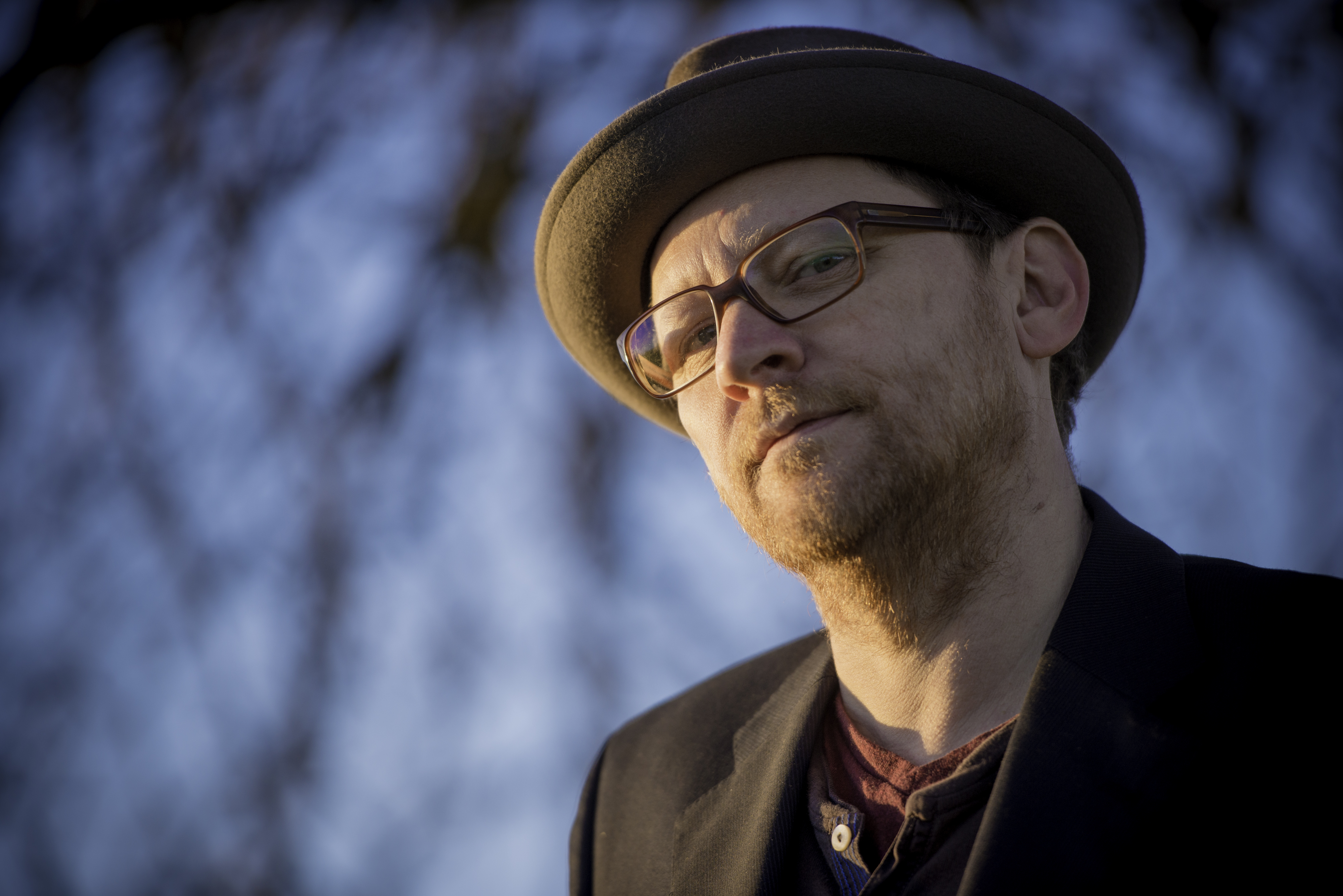
Alex Behning, 2014

Alex Behning (* 7. Oktober 1968 als Alexander Friedrichs in Wilster) ist ein deutscher Sänger und Liedermacher.

## Leben
Behning war Sänger und Songwriter der Hamburger Band Neulich, mit der er Preise wie den John Lennon Talent Award oder die VW-Soundfoundation gewann. Er überzeugte Fachleute aus der Musikindustrie von Smudo (Die Fantastischen Vier), Edo Zanki bis Klaus Meine (Scorpions) und spielte u. a. Auftritte bei der Popkomm, dem Taubertal Festival, im Vorprogramm von Gentleman, Liquido, den Bananafishbones und einen Live-Fernsehauftritt bei GIGA TV. 
Als Künstler arbeitete er mit Frank Bornemann (Eloy), Dirk Riegner (Guano Apes) und Modo Bierkamp (Die Prinzen, Donots). Mit einer weiteren Band namens "EDDIE E" (mit Marco Schmedtje, Georg Schröder und Arne Jens) trat er u. a. beim Wacken Open Air auf.
Sein 2014 erschienenes Blues-Folk-Album Hinterhofschuhe aus New York ist zweifach nominiert für die Bestenliste beim Preis der deutschen Schallplattenkritik, der Song Abfahrt nach Liverpool schaffte es auf Platz 1 der deutschen Liederbestenliste.
Am 7. Oktober 2016 veröffentlichte Alex Behning sein Album Trickster und Propheten, das ebenfalls für die Bestenliste beim Preis der deutschen Schallplattenkritik nominiert wurde und mit dem Song Die Hand die das Geld entgegennimmt auf Platz 10 der Liederbestenliste für Dezember 2016 stieg.
Sein drittes Album Streunen ohne Schnur ist seit Mai 2020 im Handel. Produziert wurde es von Dinesh Ketelsen, u.a mit Patrick Manzecchi am Schlagzeug.

## Diskografie
- 2001: Raushörer (Neulich)
- 2006: Angekommen (Neulich)
- 2009: Den Rest zu Fuß (Behning und die Renaissance)
- 2011: Kleinstadtblues (Wilster Ortseinfahrt)
- 2014: Hinterhofschuhe aus New York (Alex Behning)
- 2016: Trickster und Propheten (Alex Behning)
- 2020: Streunen ohne Schnur (Alex Behning)

## Belege
1. ↑  Platz 1 der Liederbestenliste November 2014. Abgerufen am 4. März 2020.

| Personendaten    | Personendaten                                 |
| ---------------- | --------------------------------------------- |
| NAME             | Behning, Alex                                 |
| ALTERNATIVNAMEN  | Friedrichs, Alexander (Geburtsname)           |
| KURZBESCHREIBUNG | deutscher Sänger, Songwriter und Liedermacher |
| GEBURTSDATUM     | 7. Oktober 1968                               |
| GEBURTSORT       | Wilster                                       |